# FUNCINPEC
Национални уједињени фронт за независну, неутралну, мирољубиву и кооперативну Камбоџу, познатији под својом француском скраћеницом FUNCINPEC (Front Uni National pour un Cambodge Indépendant, Neutre, Pacifique, et Coopératif) је ројалистичка политичка партија у Камбоџи.
FUNCINPEC је настао од присталица принца, а касније краља Нородома Сиханука, који се 1950-их истакао као борац за независност Камбоџе. Од 1970. године је углавном деловао у избеглиштву, да би се у самој Камбоџи поновно појавио 1979. године након вијетнамске окупације. Тада је заједно с Црвеним Кмерима учествовао у герилском рату и формирао сопствену паравојну формацију Сиханукистичка национална армија.
Након мировних споразума 1991. године и првих вишестраначких избора, ФУНЦИНПЕЦ и његов вођа принц Нородом Ранарид су 1993. године ушли у коалициону владу с бившим провијетнамским комунистима из Народне партије Камбоџе (НПК) Хун Сена. Та је коалиција у јулу 1997. године окончана државним ударом, када је Хун Сен FUNCINPEC оптужио за сарадњу с Црвеним Кмерима. Многи чланови FUNCINPEC-а су тада били изложени Хун Сеновој репресији.
Нешто касније је странци поновно дозвољен рад, а од 2004. поновно учествује у коалицији с НПК. Од октобра 2006. јој је на челу Сихануков зет Кео Пут Расмеј.